# The Third Bardo
The Third Bardo est un groupe américain de garage rock et de rock psychédélique originaire de New York. Son nom s'inspire du Livre des morts des moines tibétains, le Bardo Thödol.

## Historique
Ce groupe garage se fait connaître dans le circuit des clubs new-yorkais. Il n'a réalisé qu'une seule session d'enregistrement, en 1967, durant laquelle six titres sont mis en boîte. Un seul 45 tours en résulta, I'm Five Years Ahead of My Time, considérée comme un titre majeur du rock psychédélique. Elle a été repris de nombreuses fois, notamment par Monster Magnet, The Nomads, Plan 9, Primal Scream, The Cramps et les Chesterfields Kings, et apparaît également dans la compilation en 4 CD Nuggets. Les six titres sont publiés pour la première fois en 2000.
I'm Five Years Ahead of My Time a été samplé par Lionrock dans Electric Hairdo (1998) et par The Prodigy dans Heatwave Hurricane (2009) .

## Discographie
- 1967 : I'm Five Years Ahead of My Time / Rainbow Life (45 tours, Roulette 4742)
- 2000 : The Third Bardo (album, Sundazed SEP 10-160)
  1. I'm Five Years Ahead of My Time
  2. Rainbow Life
  3. Dawn of Tomorrow
  4. Lose Your Mind
  5. Rainbow Life (prise alternative)
  6. I Can Understand Your Problem